# 八里湖街道
八里湖街道是中华人民共和国江西省九江市浔阳区下辖的一个街道办事处。2020年，从西二路街道办事处析出畔湖、园艺、怡祥苑等3个居委会，设立八里湖街道办事处。行政区划代码为360403010。

## 行政区划
八里湖街道下辖以下村级行政区划单位：
怡祥苑社区、园艺社区、畔湖社区、赤道咀社区、怡庐苑社区、蔡家垅社区、九龙新城社区、昌飞公司社区、梅山村、九龙村、排山村、通畔垄村、赛湖村、五丰村和蛟滩村。